# Камышовка островов Кука
Камышо́вка островов Кука, или камы́шевка островов Кука (лат. Acrocephalus kerearako), — близкий к уязвимому положению эндемичный вид камышовок. Выделяют два подвида. Обитает на островах Мангаиа и Митиаро (Острова Кука). Традиционные названия — кереарако (кук. Kereārako), используемое на острове Мангаиа, и каоко (кук. Ka‘oko), используемое на острове Митиаро.
Камышовка островов Кука обитает в субтропических и тропических лесах, болотах и деревенских садах. Значительную угрозу для птицы представляют завезённые европейцами крысы и кошки.